# Hamid Zare
Hamid Zare (pers. حمید زارع; ur. 22 grudnia 1987) – irański zapaśnik walczący w stylu klasycznym. Zajął siódme miejsce na mistrzostwach Azji w 2012. Dziesiąty w Pucharze Świata w 2013 i trzynasty w 2011 roku.